# Haiyanga salina
Haiyanga salina är en svampart som först beskrevs av Meyers, och fick sitt nu gällande namn av K.L. Pang & E.B.G. Jones 2008. Haiyanga salina ingår i släktet Haiyanga och familjen Halosphaeriaceae.   Inga underarter finns listade i Catalogue of Life.